# Canotaj la Jocurile Olimpice de vară din 2024 - Patru rame fără cârmaci masculin

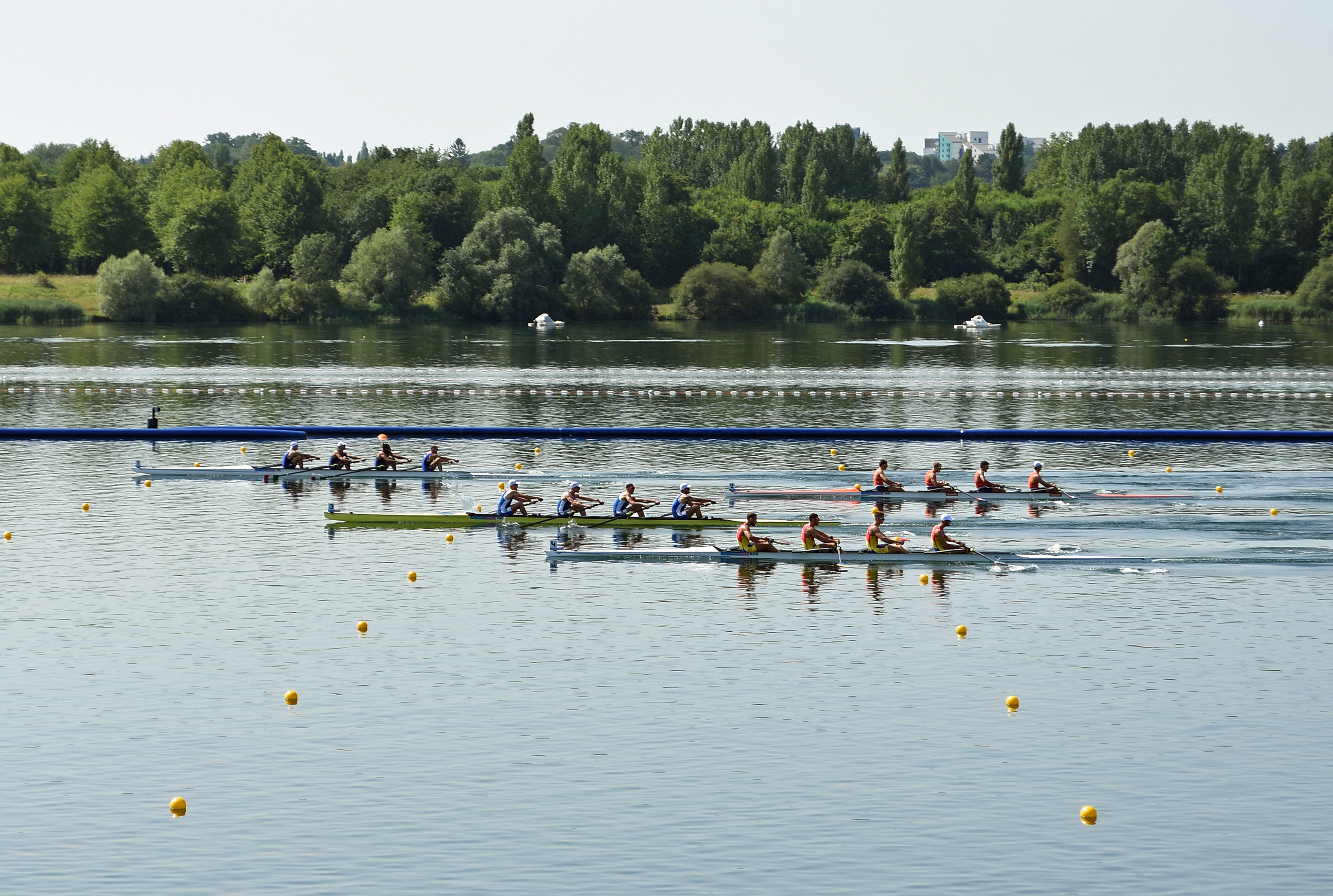
Recalificări

Proba masculină de canotaj patru rame fără cârmaci masculin de la Jocurile Olimpice de vară din 2024 a avut loc în perioada 28 iulie-1 august 2024 pe Stadionul Nautic Olimpic Național din Île-de-France, aflat la aproximativ 30 de kilometri de Paris.

## Program
Orele sunt ora Franței (UTC+1) 
| Data                    | Timp  | Etapă        |
| ----------------------- | ----- | ------------ |
| Duminică, 28 iulie 2024 | 12:50 | Calificări   |
| Marți, 30 iulie 2024    | 11:40 | Recalificări |
| Joi, 1 august 2024      | 11:06 | Finale       |

## Rezultate

### Calificări
Primele două ambarcațiuni din fiecare cursă s-au calificat în Finala A, iar celelalte au concurat în recalificări.

#### Calificări - cursa 1
| Loc | Culoar | Sportivi                                                       | Țară           | Timp    | Note |
| --- | ------ | -------------------------------------------------------------- | -------------- | ------- | ---- |
| 1   | 1      | Oliver Maclean, Logan Ullrich, Tom Murray, Matt Macdonald      | Noua Zeelandă  | 6:03,08 | FA   |
| 2   | 5      | Oliver Wilkes, David Ambler, Matt Aldridge, Freddie Davidson   | Marea Britanie | 6:05,63 | FA   |
| 3   | 3      | Ștefan Berariu, Sergiu Bejan, Andrei Mândrilă, Ciprian Tudosă  | România        | 6:06,60 | R    |
| 4   | 2      | Guus Mollee, Nelson Ritsema, Eli Brouwer, Rik Rienks           | Olanda         | 6:08,75 | R    |
| 5   | 4      | Matteo Lodo, Giovanni Abagnale, Giuseppe Vicino, Nicholas Kohl | Italia         | 6:14,65 | R    |

#### Calificări - cursa 2
| Loc | Culoar | Sportivi                                                                 | Țară                       | Timp    | Note |
| --- | ------ | ------------------------------------------------------------------------ | -------------------------- | ------- | ---- |
| 1   | 1      | Nick Mead, Justin Best, Michael Grady, Liam Corrigan                     | Statele Unite ale Americii | 6:04,95 | FA   |
| 2   | 5      | Timothy Masters, James Daniel Robertson, Alexander Hill, Fergus Hamilton | Australia                  | 6:06,84 | FA   |
| 3   | 3      | Thibaud Turlan, Guillaume Turlan, Benoît Brunet, Téo Rayet               | Franța                     | 6:07,52 | R    |
| 4   | 2      | Joel Schürch, Tim Roth, Patrick Brunner, Kai Schätzle                    | Elveția                    | 6:10,86 | R    |

### Recalificări
Primele două ambarcațiuni din cursă s-au calificat în Finala A, iar celelalte au mers în Finala B.
| Loc | Culoar | Sportivi                                                       | Țară    | Timp    | Note |
| --- | ------ | -------------------------------------------------------------- | ------- | ------- | ---- |
| 1   | 1      | Matteo Lodo, Giovanni Abagnale, Giuseppe Vicino, Nicholas Kohl | Italia  | 5:52,65 | FA   |
| 2   | 4      | Ștefan Berariu, Sergiu Bejan, Andrei Mândrilă, Ciprian Tudosă  | România | 5:53,52 | FA   |
| 3   | 3      | Thibaud Turlan, Guillaume Turlan, Benoît Brunet, Téo Rayet     | Franța  | 5:53,59 | FB   |
| 4   | 2      | Guus Mollee, Nelson Ritsema, Eli Brouwer, Rik Rienks           | Olanda  | 5:56,86 | FB   |
| 5   | 5      | Joel Schürch, Tim Roth, Patrick Brunner, Kai Schätzle          | Elveția | 6:00,29 | FB   |

### Finale

#### Finala B
| Loc | Culoar | Sportivi                                                   | Țară    | Timp    | Note |
| --- | ------ | ---------------------------------------------------------- | ------- | ------- | ---- |
| 7   | 1      | Guus Mollee, Nelson Ritsema, Eli Brouwer, Rik Rienks       | Olanda  | 5:56,35 |      |
| 8   | 2      | Thibaud Turlan, Guillaume Turlan, Benoît Brunet, Téo Rayet | Franța  | 5:57,78 |      |
| 9   | 3      | Joel Schürch, Tim Roth, Patrick Brunner, Kai Schätzle      | Elveția | 6:02,61 |      |

#### Finala A
| Loc | Culoar | Sportivi                                                                 | Țară                       | Timp    | Note |
| --- | ------ | ------------------------------------------------------------------------ | -------------------------- | ------- | ---- |
| 1   | 3      | Nick Mead, Justin Best, Michael Grady, Liam Corrigan                     | Statele Unite ale Americii | 5:49,3  |      |
| 2   | 4      | Oliver Maclean, Logan Ullrich, Tom Murray, Matt Macdonald                | Noua Zeelandă              | 5:49,88 |      |
| 3   | 2      | Oliver Wilkes, David Ambler, Matt Aldridge, Freddie Davidson             | Marea Britanie             | 5:52,42 |      |
| 4   | 1      | Matteo Lodo, Giovanni Abagnale, Giuseppe Vicino, Nicholas Kohl           | Italia                     | 5:55,07 |      |
| 5   | 6      | Ștefan Berariu, Sergiu Bejan, Andrei Mândrilă, Ciprian Tudosă            | România                    | 5:56,85 |      |
| 6   | 5      | Timothy Masters, James Daniel Robertson, Alexander Hill, Fergus Hamilton | Australia                  | 6:00,35 |      |